# 薩伊定律

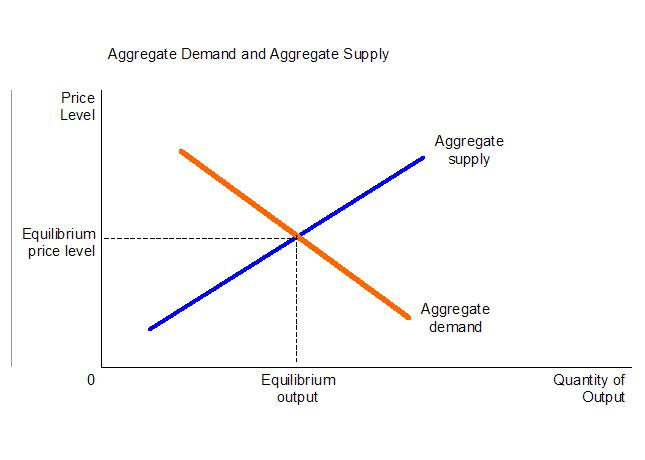
正常的總供給和總需求曲線的均衡狀態

薩伊定律（英語：Say's Law），也稱作薩伊市場定律（Say's Law Of Market）或市場定律（Law of Markets），是一種在19世紀初流行的經濟思想定律，為19世紀的古典经济学的思想和主流的經濟思想。該定律得名來自19世紀的法國經濟學家讓-巴蒂斯特·賽伊。自從著名經濟學家約翰·梅納德·凱恩斯在二十世紀三十年代開始使用薩伊定律一詞後，薩伊定律一詞便成為了薩伊市場定律的另一個名稱。
不過，薩伊並非最早提出定律內容的人，其中一位最早提出相關概念的人是英国的经济学家、历史学家詹姆斯·穆勒，此後才由薩伊進一步闡釋。
詹姆斯·穆勒認為一切生產活動都為了消费，人們為了取得到自己所需要的物品，必須透過生產某些商品來跟其他人進行交換另外一些商品。由於貨幣僅做為媒介，若不存在貨幣的假設下，生産者沒有必要儲存多餘的產品，也沒有儲蓄財富必要，所以他會立刻將產品出售。生產者也是消費者，個人所得最後仍然會用於消費和投资用途，因此社會的總供給必定會等於總需求。因爲資本累積全部最後會轉化為消費與投資，生産必因資本的全部投入而擴大了勞動就業，因此不論供給多寡並不會導致需求不足的情形，為了容易達到充分就业，因而供給必得以盡可能增大。
此定律被提出來的時間點是在工业革命之後，在一個完全賣方主導的市場，這種情境下薩伊定律是成立的。因為產品總是用產品（貨幣）來購買，買者同時也就是賣者，買賣是完全一致的。因此，“商品的供給會為自己創造出需求，總供給與總需求必定是相等的”。局部供求不一致也會因自由價格機制的調節而達到均衡。薩伊定律受到古典學派的三個理論勞動市場論、利息論、舊貨幣數量論的理論所支持。1929年美國經濟大蕭條應證了薩伊定律的謬誤，但在一個純以物易物的經濟中仍可適用的。雖然現今经济学教科書已將其內容刪去，然而還有不少微观经济学或宏观经济学理論還是依據市場定律而作出結論的。

## 定義

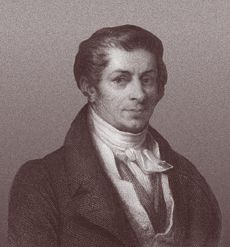
法國經濟學家讓·巴蒂斯特·賽伊

薩伊定律主要說明，在资本主义的經濟社會一般不會發生任何生产过剩的危機，更不可能出現就业不足。商品的生産數量完全由商品的供給面所決定，透過物价指数高低的調整，商品的供給量最後必將等於商品的需求量。
薩伊有四個基本論點：
1. 由於某種生產物之過剩，乃他種生產物之局部供求不一致。因此，社会不會發生全體的生產過剩。
2. 對個別產業而言，生產者愈多代表創造更多經濟，因此將促進市场繁榮，買賣雙方彼此將會愈有利。
由於一種產業的繁榮，亦會導致對其他種類產業的繁榮，因此，都市與农村、工业與农业、国家與區域，彼此之間的繁榮都有連帶關係。
3. 為了購買外國商品，自己就會輸出本國的商品以作國際貿易的交換。因此外國商品的輸入有利於本國商品之輸出。
4. 純消費者不從事物質生產，因此如官员、军人等方面的階級，對一國整體財富的增加，將無所貢獻。

依據薩伊定律的推理，經濟市場若不加干涉，生產者運用各種生产要素，依消費需求持續生產，最後整個經濟社會，將會達到充分就业，到頭來货币只不過是當作交換的媒介而已。因此可推導出：
|  | 需求恆等於供給 （Dn≡Sn），現金餘額將等於零（Dn-Sn≡△M≡0）。 |

## 供給創造與貨幣
供給創造自己的需求（Supply creates its own demand.）是對薩伊定律最常見的表達形式。這定義暗示了“所有商品生產以後，一定能夠銷售”這種思想。但詹姆斯·穆勒本人對此的解釋是：“生產，分配，交換只是手段。誰也不為生產而生產。所有這一切都是中間，中介的活動。生產的目的是為了消費。”
詹姆斯·穆勒說明了生產者是為求達到消費目的，有對其他商品的需求才進行生產性的劳动，在商品的流通過程中，生產者的生產若引起了對其他生產者的商品需求，整個經濟體系也就會達到循環，某一數量商品的供給也就會帶動了對相同數量商品的需求，因此創造了“自我需求”。於是古典學派經濟學者得出了這樣的一個結論：“在流通過程中不可能發生生產過剩。”古典學派的代表人物李嘉图指出：“任何人從事生產都是為了消費或銷售行為；銷售則是為了讓消費者購買直接有用或是有益於未來生產的某種其他商品。所以一個人從事生產時，他要不是成為自己商品的消費者，就必然會成為他人商品的購買者和消費者。”詹姆斯·穆勒和李嘉圖學派得出的結論是，長期的總供給將會跟總需求相等。

薩伊的描述表達了定律的必須存在某些假設作為前提：
在以產品換錢，錢換產品的兩道交換過程中，貨幣只一瞬間起作用。當交易最後結束時，消費者們將發覺交易總是以另一種型態的貨物（貨幣或產品）交換另一種型態貨物（產品或貨幣）。
由此可見，薩伊表明他的描述是不重視货币對交易產生的任何作用。在這個理論的假想情況下，貨幣的定位就可被概括為以下兩點：
1. 在不同時間點之間，货币的價值是穩定的。
2. 貨幣僅作交換媒介，在流通過程中一般不涉及對貨幣無限期的儲藏。

由此，一個明確的定律開始確立。直到，英國哲学家和經濟學家約翰·斯圖爾特·穆勒（詹姆斯·穆勒之子）出版的《政治經濟學原理》，當中對李嘉圖的學說，還有薩伊和老穆勒的學說進行了總結，薩伊定律從此潛移默化地存在於經濟理論，並主宰古典學派的理論基礎。

## 古典經濟學的應用
薩伊定律的應用主宰整個古典經濟學的思想和主流的經濟思想至凯恩斯的《就业、利息和货币通论》出版，薩伊定律的影響力才稍微減退。

### 勞動市場論的支持
按照英國剑桥大学教授庇古在其所著的《失業論》發表的觀點，庇古教授認為除了一般的摩擦性失业和一般自願失業者外，整個資本主義社會應該會達到充分就业。根據薩伊定律，總需求的價格等於總供給的價格，社會的商品並不會出現生產過剩，那麼總產量和邊際生產率（馬歇爾創造的概念）將達到最高水準，工人的工資相等於勞動的負效用（馬歇爾創造的另一個概念），除非工人不滿意現有工資水準，否則社會不可能出現失業。古典學派將上述現象歸入自願失業，以維持薩伊定律所依據的是非自願失業。所以庇古教授提出解決失業的方法就是工人自願降低貨幣工資，從而令勞動市場的供給和需求達致均衡，並且反對工會制定過高的工資水準。

### 利息論的支持
馬歇爾教授以銀行儲蓄原理作解釋：“一個人用他储蓄的那部份收入來購買劳动和商品，和他用所謂花費的那部份收入來購買是完全一樣的，這是一條人所熟知的經濟原理。當他使他所購買的勞動和商品用於生產財富，他指望從這種財富生產得到將來享受的手段時，他被認為是進行儲蓄。”簡而言之，收入的公式就是：
|  | 收入＝消費＋儲蓄 |

這符合薩伊定律供求永遠相等的原則：
|  | 供給（收入）＝消費＋需求（儲蓄） |

不過對貨幣形式的資本儲蓄卻可以看出後期古典经济学學派悄悄地修改了薩伊定律的假設前提。
由於消費和儲蓄兩者一樣，而儲蓄又最終轉化成對生产资料的投資，不論資金用於消費和投資兩者都是一樣，利率只是均衡儲蓄和投資的價格。在這裡，儲蓄代表了貨幣形式的資本供應，投資代表了貨幣形式的資本需求。 
這理論成為古典经济学學派對利息和投资的表述，並流行於二戰前的英法經濟學界。雖然戰後的宏观经济学理論取得較大的發展，古典學派用供求解釋利率的利率均衡理論仍然有一定影響力，金融学和投资学仍採用此說，稍爲不同的是放棄儲蓄轉化為投資，而代之以貨幣供給（M1,M2,M3）解釋資本市場的供給曲線。

### 舊貨幣數量論的支持
根據薩伊定律的假設和收入的公式，貨幣形式的資本只有儲蓄，然後儲蓄的貨幣數量全數化爲投资這個唯一路徑（消费的那部份屬於資本家的利润），而貨幣只有交換媒介的用途，所以衍生了古典學派的貨幣數量論。為了追求利益最大化，人們會將擁有的所有貨幣儘快購買消費品或生產資料，而避免貨幣或資金閒置所損失的機會成本。這理論進一步推論，貨幣流通數量不會影響實際經濟變量（如產量、實際工資、就業人數等），“僅能影響這些實際變量的貨幣數值的大小。”古典经济学學派徹底認為货币只是價值的量度和交換媒介，作為商品的特質遭到忽視，當中貨幣的價格變化不但沒有受到重視，更得出了貨幣不會影響其他變量的結論。

## 反對論點

### 凱恩斯主義者所持有的觀點
著名經濟學家約翰·梅納德·凱恩斯在其著作《就業、利息與貨幣的一般理論》中以具誤導性的方式把薩伊市場定律改寫為稻草人版本的薩伊定律，將其詮釋為「供給創造自身的需求」，但薩伊本人從未這樣説過，薩伊並不認為不加區分地生產商品便能刺激經濟，事實上，薩伊十分關注對各種特定商品的生產及它們之間的交換。
根據凯恩斯所提出的論點，舊古典派盲目篤信薩伊定律而忽視了有效需求，結果建造了一個脆弱的理論根基。薩伊定律的權威性質從誕生之日起便遭到嚴重挑戰。
總供給曲線和總需求曲線變成重疊，顯然不論在個體經濟或總體經濟都不可能的。（這部分不同於馬歇爾的局部均衡分析中的供給和需求曲線）

#### 凱恩斯所提出的有效需求不足論
有效需求的結論遭到凱恩斯在《通論》指出薩伊定律的不足之處：
這就是說，有效需求不是具有一個唯一的均衡值，而是具有一系列的無窮大個同樣可被容許的均衡值；從而，除了勞動的邊際負效用所規定的一個上限以外，就業量的大小是不能確定的。
如果這是正確的話，那麼，企業家之間的競爭總是會導致就業量的擴大，以至到整個產量的供給不再具有彈性為止。有效需求數值的進一步增加不再會導致產量的任何增加。這一狀態顯然同充分就業是相同的事情。
……當我們的收入增加時，我們的消費也會增加，但增加的量不像收入增加那樣大……根據這一心理規律，就業量越大，與之相對應的產量的總供給價格與企業家能夠從消費者支出那裡收回的社會願意消費數量之間的差距也越大。因此，如果消費傾向不變，那麼，就業量便不能增加。
凱恩斯分析的時候指出，這就是馬爾薩斯未能解釋的有效需求不足。
因為邊際收入用於開支時，受邊際消費傾向所限，不能全部用於開支上。另外，由於貨幣有價值儲藏的功能，人們有機會寧願手持現金，而不願用於投資。
不過凱恩斯似乎仍然對否定關於薩伊市場定律的説法的正確性一事有所保留：
從表面上看來，本書的基本內容似乎否定了薩伊定律，然而事實上……他並沒有如此，而僅僅給薩伊定律加上一個條件，即：只要執行正確的宏觀經濟政策，使投資等於充分就業下的儲蓄，薩伊定律是可以成立的。——約翰·梅納德·凱恩斯，《就業、利息和貨幣通論》

### 馬克思主義者所持有的觀點
馬克思主義者普遍否定關於薩伊定律的説法的正確性。
任何人其實不會因為自己已經賣，就得馬上買。流通所以能夠打破產品交換的時間，空間和個人限制，正式因為他把這裡存在的換出自己的勞動產品和換僅別人的勞動產品這二者之間的直接的同一性，分裂成賣和買這二者之間的對立。說互相對立的獨立過程形成內部的統一。——卡爾·馬克思，《资本论》

#### 馬克思所提出的剩餘價值論
薩伊定律最基本的錯誤就是與供需兩大法則矛盾和漠視有效需求。 马克思在凱恩斯之前，便在《资本论》大舉批評薩伊定律不切實際，違反資本主義社會的規律。马克思認為，薩伊定律把簡單商品流通（商品－貨幣－商品，即C－M－C）簡化為以物易物（商品－商品，即C－C），無異於將资本主义經濟當作原始時代的簡單經濟，得出一切商品不能同時發生過剩的結論。於是馬克思引入了剩余价值概念並加以分析，他的理論有很大篇幅用於分析剩余价值的產生。
- 馬克思對價值的分析得出一條公式：

|  | c（不變資本）＋v（可變資本）＋m（剩余价值）＝W（商品價值） |

- 保羅·斯威齊則做出修改：

|  | c（不變資本）＋v（可變資本）＋s（剩餘價值）＝總價值 |

所有商品的價值都可分為這三部分，剩餘價值是工人在進行必要勞動獲得生活資料時，額外進行剩餘勞動所產生的價值。剩餘價值被雇用工人的資本家所佔有，轉化為利潤。資本家將貨幣形式的剩餘價值投入他的資本累積，擴大生產規模。所以資本的流通過程表現為：M－C－M'。
M'大於M，因為商品的價值得到工人剩餘勞動的增值。資本家不斷投入資本以M－C－M'方式流通。如果薩伊定律是正確的話，同樣的供给只會帶來同樣的需求，資本家的消费和投资只是相同數量的貨幣形式價值在循環流轉。马克思認爲薩伊定律儼如無視了剩餘價值的存在，而這種無視是馬克思不能容忍的：因爲這等於是證明工人階級沒有生產剩余价值，一旦薩伊定律“正確”，工人被資本家“剝削”的論點便站不住腳。薩伊定律無疑跟马克思支持工人和資本家進行阶级斗争的思想有所衝突。
保羅·斯威齊分析馬克思的剩餘價值論時指出：資本家在储蓄時已經得到利息，利息形成普通利潤率，如果某個行業的利潤率下降到普通利潤率之下，資本家就會抽出這裡的资本投入到其他利潤率高於普通利潤率的行業去。如果全部行業的利润率都下降至普通利潤率之下，資本家大可以將资本抽回，以货币形式握有資本收取利息，等待更有利的時機再投資。當資本被抽掉，流通過程的繼續就是這樣遭到破壞，危機就是這樣酿成的。這裡跟凯恩斯說人們手持現金導致有效需求不足的分析顯得一致，兩者都強調貨幣價值儲藏的功能。
薩伊和李嘉图這一說法僅描述以需求主導的生產關係，改為以供給活動作為主導，並以此詮釋為物品自動產生需求。然而這說法首先違反供需兩大定律：「實際上，人們並不是一有銷售就非購買不可。賣和買在時間上和空間上都是分開的……」——保羅·斯威齊，《資本主義發展論》

## 現今薩伊定律的適用性
基於薩伊定律的假設，以货币只作交換媒介為前提，薩伊定律在某些經濟情況之下是適用的。
一個純以物易物的經濟中，不存在交換媒介，每個人生産自己所需的物品後，把多餘生産的帶到市場銷售，他向市場供應自己的製成品，他必須向他人購置生产要素作爲原材料。因此，這個過程便能和薩伊定律“供給創造需求”吻合，生産者在製造自己的產品的同時，產生對他人產品的需求，支出物品而不換取其他物品是不可能的。
按照均衡理論的觀點來説，供给曲线每點也會和需求曲线產生均衡點，市場上不應該存在不均衡的情況。由於不存在貨幣的情況，生産者沒有储蓄財富的媒介，他也沒有必要儲存多餘的產品，所以他會立刻將產品出售。個人所得將用於消費和投資用途，社會的總供給等於总需求。這個時候，社會不必在意有效需求，因爲資本累積全部轉化為投資。生産必因资本和劳动的全部使用而擴大，不論供給多寡也不會發生需求不足的情形，因而供給得以盡可能增大，便容易達到充分就业。